# Złącze SMA

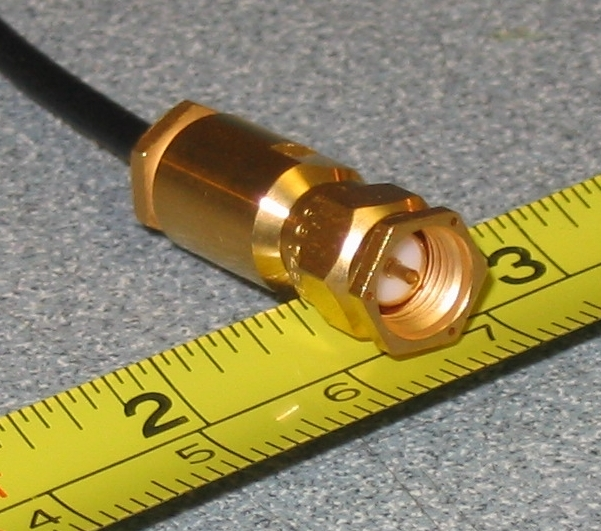
Wtyk SMA (męski)

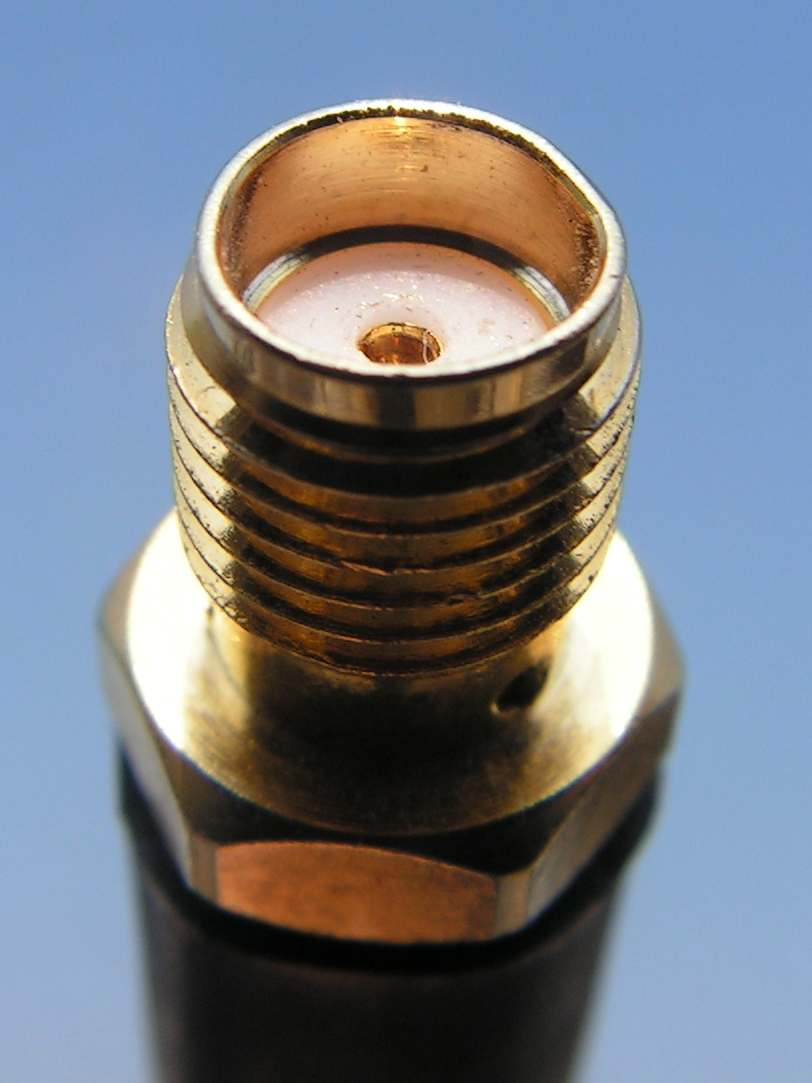
Gniazdo SMA (żeńskie)

Złącze SMA (ang. SubMiniature version A) – złącze współosiowe stosowane do łączenia urządzeń wykorzystujących kable koncentryczne i przesyłających sygnały wysokiej częstotliwości (do 18 GHz).
Złącze zostało zaprojektowane w roku 1960. Jego impedancja wynosi 50 Ω. 
Złącze tworzone jest z dwóch elementów – wtyku SMA i gniazda SMA. Istnieją także pochodne tego złącza typu SMB (SubMiniature version B) i SMC (SubMiniature version C). Odmianą złącza SMA jest złącze nazywane RP-SMA lub RSMA (Reverse polarity SMA) mające te same rozmiary, jedynie we wtyku i gnieździe zamienione są wersje męska i żeńska.